# Myrtle Lind
Myrtle Lind (2 de septiembre de 1898 – 9 de diciembre de 1966) fue una actriz cinematográfica estadounidense, activa en la época del cine mudo, y que actuó en 30 filmes entre los años 1916 y 1922. Lind fue una de las Sennett Bathing Beauties.

## Biografía

### Carrera
Nacida en Mankato, Minnesota, su primera película fue la comedia de género western His Hereafter, rodada en 1916 por Keystone Studios. Siguió trabajando para Keystone, en cortos cómicos, a lo largo de 1916 y 1917, y para King Bee Studios a partir de 1918, actuando en ocasiones junto a Oliver Hardy, como fue el caso de Playmates (1918) y The Straight and Narrow (1918). También trabajó para Triangle Film Corporation, como en el film Nancy Comes Home (1918), junto a John Gilbert, y para Mack Sennett en Her First Mistake (1918) y Yankee Doodle in Berlin (1919), entre otras producciones.
Lind anunció su retiro de la pantalla, con el fin de contraer matrimonio en 1920, pero decidió volver a la actuación, y en 1921 participó en el serial Winners of the West (1921), producido por Universal Pictures y protagonizado por Art Acord. En 1922 rodó su última cinta, Forget Me Not (1922), producida por Louis Burstein.

### Vida personal
Según el Boston Post de 12 de junio de 1920, Myrtle se comprometió con Frank A. Gesell en 1920, y según la revista Motion Picture World, se casó el 25 de febrero de 1920.
La revista Photoplay (julio/diciembre de 1920), explicaba que Myrtle se casó con Gesell en Los Ángeles y anunciaba que se retiraba del cine.
El libro Mack Sennett's Fun Factory (2010), de Brent E. Walker, afirma que Lind se separó de Frank A. Gesell en abril del mismo año de su boda, al descubrir que su marido mantenía relaciones con su primera esposa. La pareja se divorció en noviembre de 1922.
Hay bastante controversia sobre la vida de Lind, afirmándose que la actriz se habría casado por lo menos dos veces más, una de ellas con William Coleman y otra con Harold S. Stevenson. Así mismo, existen dudas sobre su fecha de nacimiento y muerte, así como sobre el lugar en el que falleció.

## Controversias

### Fecha y lugar de nacimiento
IMDb daba como fecha de su nacimiento el 9 de noviembre de 1901, y el lugar Saint Paul (Minnesota), pero en Fickr se refiere la existencia de un pasaporte, con fotografía y con el nombre Myrtle Lind Gesell, en el que consta que nació en Mankato, Minnesota, el 2 de septiembre de 1898. Esta última fecha y lugar se confirman en el libro Mack Sennett's Fun Factory (2010), de Brent E. Walker.

### Nombre verdadero
En Flickr existe información sobre su familia (una nieta de la actriz), refiriendo su nombre real como Margaret Anderson.
Tras casarse con Frank A. Gesell, Myrtle adoptó el apellido Gesell y, tras separarse, probablemente se casó con William Coleman, pues el diario Reno Gazette, de Reno (Nevada), el 12 de julio de 1928 relata un caso judicial de divorcio entre Myrtle Lind Gesell Coleman y William Coleman. Flickr informa que el 12 de diciembre de 1923 Lind tuvo una hija, Jean Coleman, confirmando el apellido.
El diario Sun Sentinel de 15 de octubre de 1993, se refería a ella como Margaret C. Stevenson, con nombre de nacimiento Myrtle Lind, y explicaba que se había casado en 1929 con Harold S. Stevenson. Sin embargo, en el Broward County Marriage Index 1915 – 1937 se lee que Harold S. Stevenson se casó con Myrtle Margaret Colman (sin la E) en 1937.
El censo de 1940 encuentra a Margaret Stevenson (41 años) viviendo con Harold S. Stevenson (47 años) y con una hija de 16 años, Jean Stevenson (lo que correspondería con la edad de Jean Coleman dada por Flickr, nacida en 1923). El matrimonio viviría en Fulton, estado de Georgia.

### Fecha y lugar de su muerte
IMDb afirmaba que su muerte se produjo el 9 de diciembre de 1966 en Salinas (California). Sin embargo, en el libro Mack Sennett's Fun Factory (2010), de Brent E. Walker, se dice que falleció el 12 de octubre de 1993 en Broward County, Florida.
El diario Sun Sentinel de 15 de octubre de 1993, informa sobre la muerte de Myrtle Lind bajo el nombre de Margaret C. Stevenson, el 12 de octubre de 1993, en Fort Lauderdale, Broward, en el Broward General Medical Center, a los 95 años de edad, y explicando que fue enterrada en Gaffney, Carolina del Sur, al lado de su marido, Harold S. Stevenson, fallecido en 1970.

### Matrimonios
IMDb confirma un solo matrimonio de Myrtle, con F. A. Gessell, en 1920.
En Mack Sennett's Fun Factory (2010) se afirma que se casó en febrero de 1920 con Frank A. Gesell, y que en abril de ese mismo año se separaron, tras descubrir que Gesell mantenía relaciones con su primera esposa. Se divorciaron en noviembre de 1922. En el mismo libro se publica que una cierta Myrtle Lind se casó con Jean Paul Getty en San Diego en 1917, aunque no existe prueba documental. El The Morning Herald, de Pensilvania, de 15 de febrero de 1930, informaba que una exesposa de Frank A. Gesell sería Helen Gessell.
El Reno Gazette, de Reno (Nevada), el 12 de julio de 1928 informa sobre un caso judicial de divorcio entre Myrtle Lind Gesell Coleman y William Coleman. Flickr decía que, el 12 de diciembre de 1923, Myrtle tenía una hija, Jean Coleman, confirmando el apellido.
El Sun Sentinel de 15 de octubre de 1993 explicaba que se habría casado en 1929 con Harold S. Stevenson, mudándose después a Atlanta y, más adelante, a Fort Lauderdale. Stevenson habría muerto en 1970. 

## Selección de su filmografía
- His Hereafter (1916)
- The Danger Girl (1916)
- Pinched in the Finish (1917)
- A Maiden's Trust (1917)
- Wronged by Mistake (1918)
- Playmates (1918)
- The Straight and Narrow (1918)
- Nancy Comes Home (1918)
- Her First Mistake (1918)
- The Village Chestnut (1918)
- Yankee Doodle in Berlin (1919)
- No Mother to Guide Him (1919)
- Back to the Kitchen (1919)
- A Lady's Tailor (1919)
- Rip & Stitch: Tailors (1919)
- The Unhappy Finish (1921)

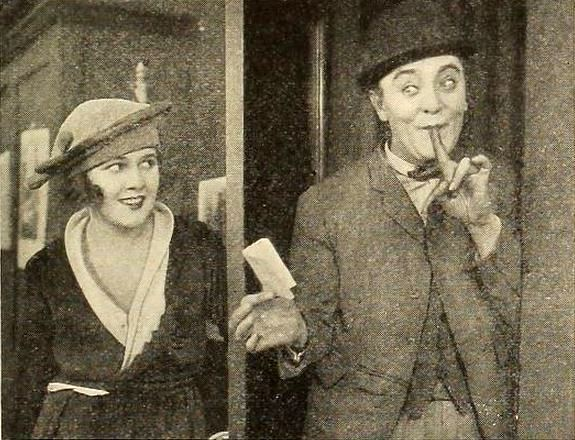
Escena de Rip & Stitch: Tailors (1919), con Myrtle Lind y Harry Gribbon

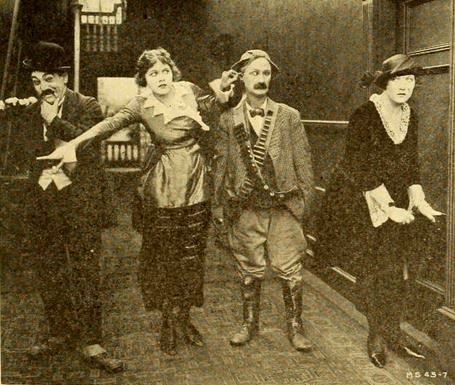
Escena de No Mother to Guide Him (1919), con Heinie Conklin, Myrtle Lind, Ben Turpin y una actriz no identificada

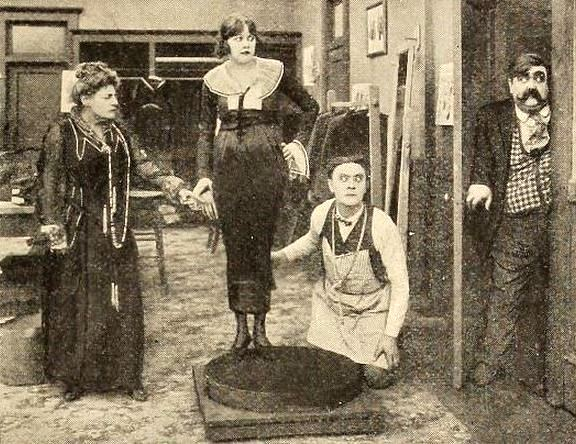
Escena de Rip & Stitch: Tailors (1919), con Alice Davenport, Myrtle Lind, Harry Gribbon y Hughie Mack

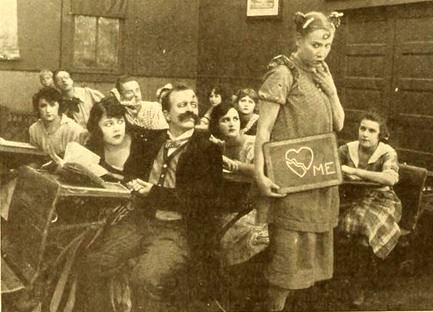
Escena de The Village Chestnut (1918), con (sentados) Myrtle Lind y Chester Conklin y (de pie) Louise Fazenda

- Winners of the West (serial, 1921)
- Forget Me Not (1922)